# São Miguel do Passa-Quatro
São Miguel do Passa Quatro é um município brasileiro do estado de Goiás.

## Política
Até a emancipação, que só veio acontecer em 1988, Passa Quatro foi sempre voz ativa nas decisões políticas na sede do municipio de Silvânia. Foram os seguintes os políticos que representaram o povo passaquatrense nesse período:
1. Alcides Pereira de Castro, o primeiro deles, em duas legislaturas de vereador (1954/1958 - 1962/1965);
2. Érico Josué Meireles, vereador (1959/1961);
3. Alípio José Assunção, vereador (1966/1970);
4. Francisco de Souza (Chiquito), vereador (1966/1970);
5. Florípio José Elias (Fefé), vereador (1977/1982);
6. Manoel Martins de Carvalho, vereador (1983/1988);
7. Florípio José Elias, (Fefé), vice-prefeito de Silvânia (1983/1988).

Fonte: São Miguel do Passa Quatro - O Nascimento de Uma Cidade; livro escrito por Elson Gonçalves de Oliveira.

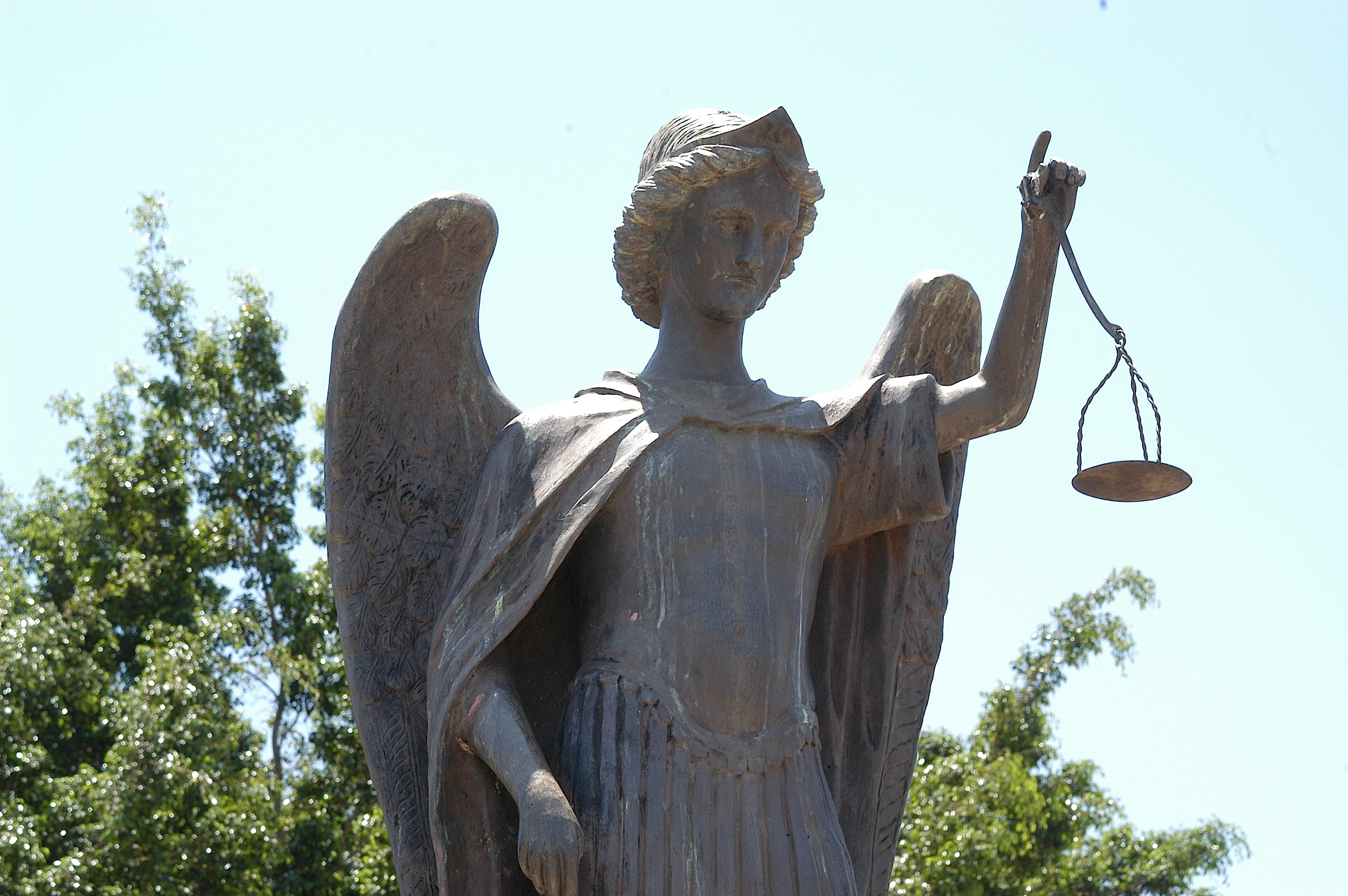